# 哈尔特 (莱茵兰-普法尔茨州)
哈尔特是德国莱茵兰-普法尔茨州的一个市镇。总面积1.88平方公里，总人口437人，其中男性215人，女性222人（2011年12月31日），人口密度232人/平方公里。